# 동래한량춤
동래한량춤(東萊閑良춤)은 부산광역시 동래 지역 한량들이 추었던 춤이다. 2005년 12월 27일 부산광역시의 무형문화재 제14호로 지정되었다.

## 개요
동래한량춤은 동래의 지역색이 강하고, 독특한 춤가락이 가미된 남성춤이다. 이 춤은 예로부터 동래 지역 한량들이 추었던 춤으로서 전체적인 춤사위는 이 지역에서 전래되는 덧배기, 배김사위를 바탕으로 하고 있다.
일정하게 정해진 춤의 형식이나 구성 방식이 있는 것이 아니라 한량들이 놀이판을 벌일 때 흥이 고조되면 즉흥적으로 추는 개인적인 춤인 허튼춤(입춤)을 중심으로 한, 호방하고 선이 굵은 홑 춤인 남성무로서의 여유와 함께 마당춤과 기방춤이 복합되어 나타나는 특징을 가지고 있다.
본래 동래 지역의 관속들이나 기방을 출입하는 한량들이 췄던 춤인 만큼 천박하지 않고 기품이 있으며, 동시에 즉흥적이며 개인적인 춤사위의 짜임새를 가지고 있는 예술성이 높은 춤이다. 또한 기방이라는 협소한 장소에서 자기 나름의 멋을 부리며 추는 입춤이므로 개인의 창조력과 함께 동작이 섬세하고 한량기가 있는 춤이다.
동래한량춤 예능보유자인 문장원은 동래권번을 드나들던 마지막 춤꾼으로서 충분히 농현이 묻어나는 춤사위 등 예능보유자로서 손색이 없는 동래의 대표적인 춤꾼이다.
한량춤은 지역마다 춤사위에 따른 반주음악의 내용이 다르게 표현될 수 있는 유동성을 가지고 있으나, 교방청이나 권번 등에서 한량들이 여흥으로 췄던 무용의 역사성을 감안하면 대개 지역 특성에 맞는 시나위 가락으로 일관하는 것을 알 수 있다.
동래한량춤은 큰 의미로는 동래 덧배기춤의 기본 형태를 바탕으로 동래야류의 양반춤, 굿거리춤, 입춤 및 동래학춤의 선행 예능으로 동래 지역 모든 남성무의 기본이 된다는 점에서도 매우 중요한 의미를 가진 민속춤이라 할 수 있다.

## 참고 자료
- 동래한량춤 - 국가유산청 국가유산포털